# あなたの初恋探します
『あなたの初恋探します』（あなたのはつこいさがします、原題：김종욱 찾기）は、2006年に上演された韓国のミュージカル作品で、2010年に映画化された韓国映画。初恋の相手を探す会社を立ち上げた男性と、インドで出会った初恋の相手を忘れられない女性のラブストーリーを描きミュージカルの監督でもあるチャン・ユジョン監督が映画化した。
原題の直訳は「キム・ジョンウク探し」で、ミュージカルの日本初演も同題だった。キム・ジョンウクとは、韓国でポピュラーな男性名。

## 映画

### 映画版あらすじ
ミュージカルの舞台監督のジウはお見合いで出会ったパイロットの男性からプロポーズを受けるが、その返答に困っていた。インドへの一人旅で出会った初恋の男性のことを未だ忘れられずにいたからだ。
旅行代理店に勤めるキジュンは仕事に嫌気が差し、退社して「初恋の相手を探し出す」会社を設立する。
仕事ばかりで一向に結婚の話が進まない娘に業を煮やしたジウの父に連れられてキジュンの元へとやってきたジウは、初恋の男性について知っていることは名前が「キム・ジョンウク」であるということだけだと打ち明ける。最初は男性探しに乗り気ではなかったジウだが、少ない手がかりから男性を見つけ出そうと懸命に彼女の元へと通うキジュンの誠実な態度に触れるうちに男性探しに乗り気になっていく。

### 配役
- ジウ：イム・スジョン
- ハン・ギジュン：コン・ユ（野島裕史）
- ジウの父：チョン・ホジン
- ギジュンの義兄：リュ・スンス
- ギジュンの妹：チャン・ヨンナム
- ラ・スギョン：チョン・スギョン
- 舞台助監督：イ・ジェフン

## 日本におけるミュージカル上演
- 2013年「Kミュージカル『あなたの初恋探します』」[1]
  - 劇作・作詞：チャン・ユジュン、作曲：キム・ヘソン、演出：イ・ジョンソク
  - ムン・ミニョク/キム・ジョンウク役：ユナク（超新星）、アン・リタ：オ・サンウン、マルチマン：キム・ソンヒョン
- 2016年「キム・ジョンウク探し〜あなたの初恋探します〜」
  - 上演台本・作詞、演出：菅野こうめい
  - ムン・ミニョク/キム・ジョンウク役：村井良大、アン・リタ：彩吹真央、マルチマン：駒田一
- 2017年「Finding Mr．DESTINY」
  - 上演台本・作詞、演出：菅野こうめい
  - ムン・ミニョク/キム・ジョンウク役：高田翔、アン・リタ：玉置成実、マルチマン：坂元健児
- 2018年「あなたの初恋探します」
  - 上演台本・作詞、演出：菅野こうめい
  - ムン・ミニョク/キム・ジョンウク役：村井良大、アン・リタ：彩吹真央、マルチマン：駒田一
- 2022年「あなたの初恋探します」
  - 演出：豊田めぐみ、上演台本・訳詞：藤倉梓
  - ビョンソン/キム・ジョンウク：佐奈宏紀、石井雅登（Wキャスト）、ユナ：愛加あゆ、山口乃々華（Wキャスト）、マルチマン：平野良[2][3]

### 日本ミュージカル版あらすじ
携帯電話会社のサラリーマン、ムン・ミニョクは仕事をクビになり、恋人にも振られる。そこで「初恋の人を探す会社」を立ち上げる。
一方、新聞記者のアン・リタは従軍記者を希望するが叶わず、辞表を出して啖呵を切ったところ、本当に辞職する羽目になる。元軍人の父：アン・テックは、結婚して子を産み、国家に貢献せよとリタのお見合い広告を新聞に出すが、リタは見合いの席で「初恋の人が忘れられない」と断る。それを知った父は、リタをミニョクの会社に連れていく。
こうしてミニョクの最初の客となったリタは、初恋の人の話を始める。厳しい父の言う通り、運命の人を信じたリタは22歳になっても恋を知らない。そこで、父に嘘をついて、運命の人を探しにインド旅行に行く。ソウル発大阪行きの飛行機で、隣の席の男性がキム・ジョンウクだった。ハンサムで知的、理想通りの彼もインドに行く予定だが、リタは運命の人なら再会できるはず、とその誘いを断る。しばらくして、リタがキャメルサファリツアーに参加するためジャイサルメールに行くと、なんとジョンウクと再会。リタはそこで足を怪我し、またもジョンウクの誘いを断るが、ついに3度目の再会を果たし、二人は恋に落ちる。間もなく帰国するジョンウクに、リタは自分の航空券の半券にメールアドレスを書いて渡す。リタが1か月後に帰国する時、迎えに来て欲しいと。しかし、リタは大阪での乗り継ぎに失敗し、再会は果たせなかったのだった。
名前だけでは探すことが出来ず、新聞に広告を出して面接を開くが、別人ばかりが集まる。ミニョクは過去に向かい合おうとしないリタを叱咤激励する。僅かな手がかりから、二人は何度も遠出をして「キム・ジョンウク」を探すがいずれも別人。ついに山奥で遭難してしまう。野外で夜を明かす中、ミニョクは自分の初恋を話し出す。幼馴染の少女に、ついに思いを伝えられないまま成人してしまう。10年前、大阪に留学していたミニョクは、彼女が結婚すると知り、急遽、航空券を工面して帰国するが、やはり思いは伝えられず、また彼女を真剣に愛していないことに気付いてしまったのだった。その話を聞いたリタは、思わずミニョクに口づけし、気まずくなって逃げ去る。
翌日、駅で再会した二人は、KTXでソウルに戻って飲み歩く。契約があと2日を切った中、閉店間際のジャズバーで、ミニョクはリタに愛を伝えようとするが、またしてもリタは逃げ去る。ミニョクはリタが忘れた本、―ジョンウクの旅行記と健康保険証―を見て愕然とする。翌日の昼、リタがミニョクの事務所を訪れると、ミニョクはジョンウクに連絡を取った後だった。真実は、初恋を美しい思い出のままにしたいリタが、意図的に乗り継ぎをせず、さらにジョンウクからの連絡を断り続けていたのだった。
しばらく後、リタはジョンウクと再会し、意気投合して二人で店を出てくるのではないかと、二人の待ち合わせした喫茶店の前でミニョクが不安げに待っている。しかし、リタは「話すことがなかった」と一人で出てくる。「恋を同時に複数することはできない」と曖昧に話すリタに、やがてミニョクは愛を告げ、リタも恋人同士であるという事実を受け入れる。
エピローグで、リタとミニョクの運命的な接点が明らかになり、物語はハッピーエンドを迎える。